# 美藤れん
美藤 れん（びとう れん、1988年10月23日 - ）は、日本のAV女優、元グラビアアイドル。

## 略歴
- AVデビュー前は着エログラビアアイドルとして活躍。
- 2008年9月4日に『美藤れん AVデビュー 着エロ卒業、初SEX。』でピュアネスプラネット専属女優としてAVデビュー。

## 作品

### アダルトビデオ
- 美藤れん AVデビュー 着エロ卒業、初SEX。 (2008年9月4日、ピュアネスプラネット)
- オッパイ惑星 ~PLANET OF THE OPPAI~ (2008年10月9日、ピュアネスプラネット)
- ようこそ、ピュアネス風俗へ!!!  (2008年11月6日、ピュアネスプラネット)
- 美藤れん ファン感謝祭!!! (2008年12月4日、ピュアネスプラネット)
- PurenessソープPlanet 美藤れん Gカップ美巨乳ソープ嬢 (2009年1月1日、ピュアネスプラネット)
- Pureness手コキ""Planet 美藤れん 潜入!出張手コキマッサージ(2009年2月5日、ピュアネスプラネット)
- イイ女の限界ベロちゅうトランスFUCK 美藤れん(2009年5月16日、MAXING)
- レズびぁ～ん。 美藤れん くるみ 高原智美(2009年5月16日、MAXING)共演:くるみ、高原智美
- ムチムチッ! 巨乳だけでイイ! 美藤れん (2009年6月16日、MAXING)共演:一戸のぞみ
- レズびぁ～ん。#2 (2009年7月16日、MAXING)共演:一戸のぞみ、後藤ひろみ
- 断りきれない巨乳美人秘書 (2009年8月16日、MAXING)
- レズびぁ～ん。#3 (2009年9月16日、MAXING)共演:今野梨乃、千堂ゆりあ

### イメージDVD
- 発掘美少女05 美藤 れん（2008年3月21日、グラッツコーポレーション）
- 撮られたガール 美藤れん（2008年6月10日、Sakura Film）

## 出演

### テレビ
- エロ生☆パラダイス （GyaOジョッキー2008年8月19日放送分）
- 乙音の部屋（2009年4月2日、5月4日、エンタ!371）[1]
- ドキドキ！？にゅ～すキャスター（MONDO21）